# Pemolina
Pemolina – organiczny związek chemiczny, stymulująca substancja psychoaktywna. W niektórych krajach sprzedawana jest pod nazwą Cylert jako lek na ADHD i narkolepsję. Pemolina posiada mniej efektów ubocznych niż większość stymulantów, między innymi nie powoduje zmniejszenia apetytu i suchości w ustach. Pemolina prawdopodobnie ze względu na łagodniejsze działanie psychoaktywne nie zyskała tak dużej popularności na czarnym rynku jak pokrewna substancja – 4-metyloaminoreks.

Przeczytaj ostrzeżenie dotyczące informacji medycznych i pokrewnych zamieszczonych w Wikipedii.